# بوب جونز الثالث
بوب جونز الثالث (بالإنجليزية: Bob Jones III)‏ هو كاتب أمريكي، ولد في 8 أغسطس 1939 في كليفلاند في الولايات المتحدة.